# Věra Plívová-Šimková
Věra Plívová-Šimková   (Lomnice nad Popelkou, 29 de maig de 1934 - Semily, 13 d'octubre de 2024) va ser una directora de cinema txeca, especialitzada en cinema infantil i juvenil. Del 1952 al 1957 va estudiar direcció a l'Escola de Cinema i Televisió de l'Acadèmia d'Arts Escèniques a Praga (FAMU) sota el mestratge de Bořivoj Zeman. Des del 1964 es va dedicar a fer pel·lícules per a infants o en les quals els protagonistes ho són.

## Filmografia
- 1955 Láska ve třech podobách
- 1957 Než se roztrhne opona
- 1964 Chlapci, zadejte se
- 1965 Káťa a krokodýl
- 1968 Tony, tobě přeskočilo
- 1970 Lišáci, Myšáci a Šibeničák
- 1972 O Sněhurce
- 1973 Přijela k nám pouť
- 1975 Páni kluci
- 1977 Jak se točí rozmarýny
- 1979 Brontosaurus
- 1980 Krakonoš a lyžníci
- 1982 Mrkáček čiko
- 1985 Hledám dům holubí
- 1988 Nefňukej, veverko!
- 1988 Veverka a kouzelná mušle
- 1990 Houpačka
- 1995 Artuš, Merlin a Prchlíci
- 1999 Dámě kord nesluší
- 2001 Kruh

## Premis
- 26a edició dels Premis Sant Jordi de Cinematografia: Premi a la millor pel·lícula infantil per Brontosaurus.[3]
- 41è Festival de Cinema de Zlín (2001) per la Infantesa i la Joventut: Premi Ecumènic a Kruh.[4]